# CBC Television

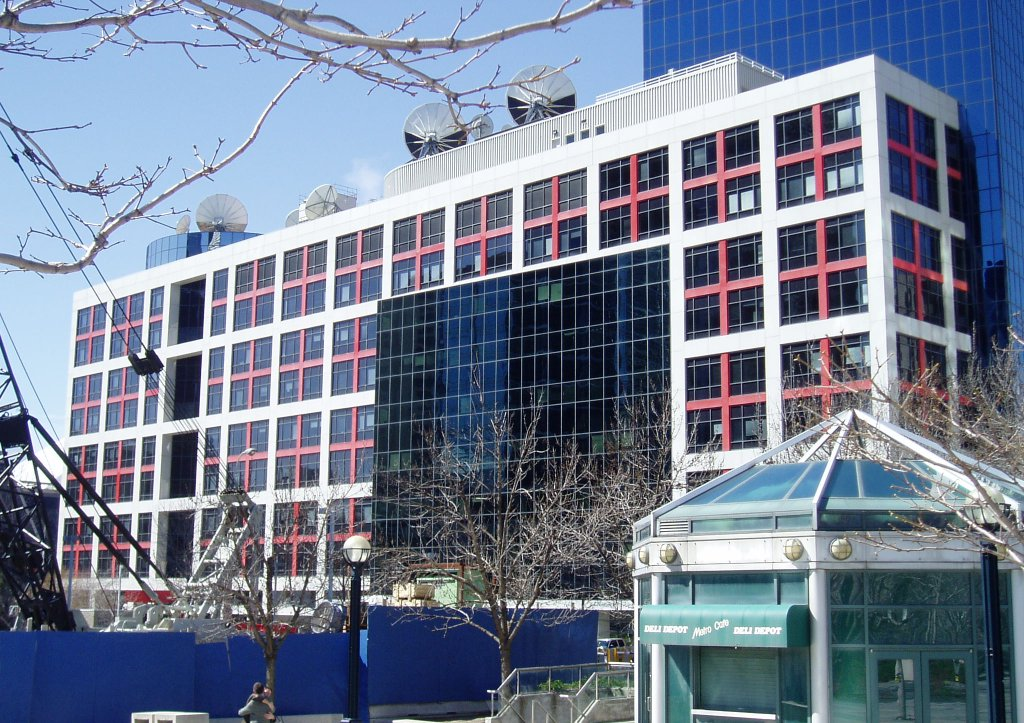
Canadian Broadcasting Centre in Toronto

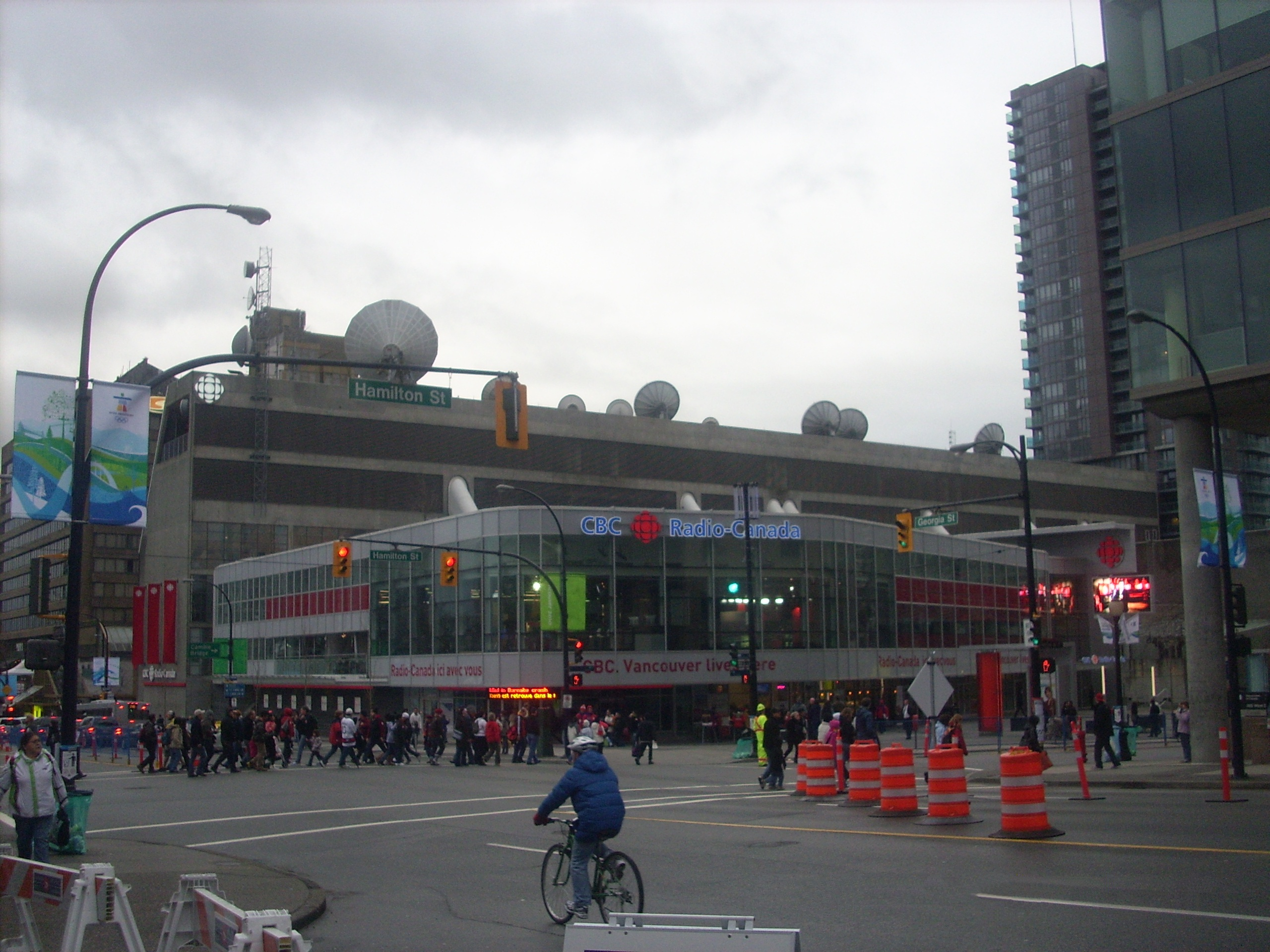
Canadian Broadcasting Centre in Vancouver

CBC Television ist ein kanadisches englischsprachiges Fernsehnetzwerk. Es gehört zur Canadian Broadcasting Corporation und ist der älteste nationale, öffentliche Fernsehsender Kanadas, der mit öffentlichen finanziellen Mitteln finanziert wird. Neben Kanada kann der Sender u. a. im US-amerikanischen Kabelsystem empfangen werden. 

## Programmschema

### Nachrichten und Information
Der Sender sendet mehrmals täglich aktuelle nationale und internationale Nachrichtensendungen, wovon die größeren zu folgenden Zeiten ausgestrahlt werden: CBC News Morning um 5:00 Uhr, CBC News Today um 12:00 Uhr und am Abend um 22:00 The National. Letztere ist die wichtigste Nachrichtensendung, die über aktuelle nationale und internationale Ereignisse berichtet und täglich landesweit um 22:00 Uhr gesendet wird. Die Sendung wird um eine Stunde zeitlich versetzt auf weiteren regionalen Sendern des CBC-Netzwerks ausgestrahlt. Am frühen Abend stehen zwischen 17:00 und 18:30 Uhr aktuelle Wirtschaftsnachrichten und örtliche Nachrichten auf dem Programm.  Neben den Nachrichten werden wöchentlich Magazine wie the fifth estate sowie Dokumentationen und Reportagen gesendet.

### Sport
Zu den beliebtesten Sportsendungen zählt die wöchentlich ausgestrahlte Hockey Night in Canada, die samstagabends gesendet wird, und seit 1952 über aktuelle Hockeyspiele berichtet. Aufgrund der verlorenen Senderechte der  Hockey-Saison 2004–2005 sendete CBC verschiedene klassische Filme als Ersatz, die als Movie Night in Canada eingeführt wurden und samstagabends anstelle der Hockey Night in Canada ausgestrahlt wurden. Nach massiver Kritik vonseiten der Zuschauer entschied man sich dafür, die größten Hockeyspiele der Vergangenheit zu senden sowie andere Sportarten wie z. B. Basketball, Fußball und die Amateurliga ins Programm aufzunehmen. So gibt es Reportagen und Interviews u. a. mit dem Basketballteam der Toronto Raptors, der Fußballmannschaft Toronto FC Soccer sowie über weitere wichtige Ereignisse im Profi- und Amateursport.

### Unterhaltung
Zur Hauptsendezeit im Abendprogramm werden Serien, Filme und Shows gesendet, darunter die Comedysendungen Rick Mercer Report, This Hour Has 22 Minutes und Little Mosque on the Prairie. Außerdem gibt es die britische Dramaserie The Tudors, die kanadische Serien Heartland und  Intelligence, Coronation Street, Doctor Who,  Dragons' Den, The Border zu sehen. Zum weiteren Programm des Senders gehören die Serien Republic of Doyle, Cracked und Murdoch Mysteries.  Weitere Serien und Shows: 
- Rumours
- Underdogs
- Jozi-H
- The One: Making a Music Star
- 72 Hours: True Crime
- Kenny vs. Spenny

## CBC HDTV
Seit 2005 hat CBC schrittweise den parallelen Sendebetrieb im neuen HDTV-Format aufgenommen. Anfänglich wurden die größeren Metropolen auf das neue Sendeformat umgestellt, anschließend hat CBC damit begonnen auch die kleineren Städte mit HDTV zu versorgen. 
- Toronto: seit 5. März 2005
- Montreal: seit 21. Februar 2005
- Vancouver: seit 9. Januar 2006
- Ottawa: seit 13. September 2006
- Edmonton: seit 1. April 2011
- Calgary: seit 1. April 2011
- Halifax: seit 31. August 2011
- Windsor: seit 31. August 2011
- St. John’s: seit 31. August 2011